# Walter H. Auble
Walter H. Auble (26 novembre 1862 – 9 septembre 1908) est chef du Los Angeles Police Department, 
pour un mandat d'un an, de novembre 1905 à 1906. Il est le troisième officier de police de Los Angeles tué dans l'exercice de ses fonctions. Il est aussi l'unique chef de la police tué en service. Selon sa nécrologie, parue dans le Los Angeles Herald du lendemain, Auble est né dans l'Illinois en 1861 et, à l'âge de 25 ans, il est nommé officier spécial et « a travaillé dans l'un des théâtres les plus importants de cette époque ». Le 1er janvier 1887, il devient patrouilleur régulier et, trois ans plus tard, détective. Il est nommé capitaine de police le 21 juillet 1903. Il se marie en 1888 avec Florence Andrews. Ils ont trois enfants, Julia, Gladys et Earl. Auble est membre de la loge maçonnique de Westgate, un maçon de rite écossais et appartient au Temple Al Malaikah Shrine. Il est également membre des Maccabees, chapître n° 2 de Los Angeles. Auble est tué par Carl Sutherland, un suspect de cambriolage qu'Auble et un autre officier tentaient d'arrêter en plein jour dans une rue de la ville. Dans une lutte pour récupérer l'arme, Auble est touché au cou, à l'estomac et à la poitrine. Sutherland est traqué par un groupe mais échappe aux poursuites en avalant du cyanure de potassium. Sutherland meurt durant son transport à l'hôpital où Auble avait été emmené - un hôpital qui grouillait de centaines d'habitants désireux de connaître le sort de leur chef de police,.

## Source de la traduction
- (en) Cet article est partiellement ou en totalité issu de l’article de Wikipédia en anglais intitulé « Walter H. Auble » (voir la liste des auteurs).